# Suka Makmur (Indra Makmur)
Suka Makmur is een bestuurslaag in het regentschap Aceh Timur van de provincie Atjeh, Indonesië. Suka Makmur telt 590 inwoners (volkstelling 2010).